# عبد الرحمان الوغليسي
عبد الرحمان الوغليسي أو أبو زيد عبد الرحمان بن أحمد بن عبد الله الوغليسي البجائي الزواوي هو رجل دين سني مالكي أشعري قادري من  اث وغليس بجاية في الجزائر بشمال أفريقيا.

## نشأته
وُلِدَ عبد الرحمان الوغليسي في بداية القرن الثامن الهجري نحو عام 702هـ الموافق لسنة 1303م.
تعتبر المعلومات التاريخية التي قدمها لنا أصحاب كتب الطبقات والتراجم عن شخصيته هزيلة، لا تكاد تسعفنا في الوصول إلى معرفة دقيقة حول نشأته ورحلاته ومنهجه في التدريس ومساهمته في الحياة الاجتماعية والثقافية.
وكل ما جادت به يتعلق بنسبه إلى العرش الأمازيغي المسمى آث وغليس جنوب مدينة بجاية على أطراف حوض وادي الصومام والمنحدرات الجنوبية لجبال أكفادو، قرب سيدي عيش. و بالضبط في بلدية تينبدار

## ترجمته
يعتبر الفقيه الصوفي أبو زيد عبد الرحمان الوغليسي أحد أعمدة الحياة الثقافية والفكرية في بجاية خلال القرن الثامن الهجري، الموافق للقرن الرابع عشر الميلادي.

## شيوخه
ذاع صيت سيدي بوزيد الوغليسي بسبب ارتباط تمدرسه على شيخه الفقيه الصوفي «أحمد بن إدريس الإيلولي» المتوفى عام 760هـ الموافق لسنة 1460م.

## زملاؤه
درس «سيدي بوزيد الوغليسي» مع الإمام «محمد بن عبد الصمد المشدالي»، والد بلقاسم المشدالي.

## فتاواه
انتشرت فتاوى سيدي الوغليسي في كتب النوازل مثل كتاب «الدرر المكنونة في نوازل مازونة» لمحمد بن أبي عمران المغيلي المازوني (ت 833هـ - 1478م)، وكتاب «المعيار المغرب والجامع المعرب عن فتاوى علماء أفريقيا والأندلس والمغرب» لأبي العباس أحمد الونشريسي (ت 914هـ - 1511م).

## مؤلفاته

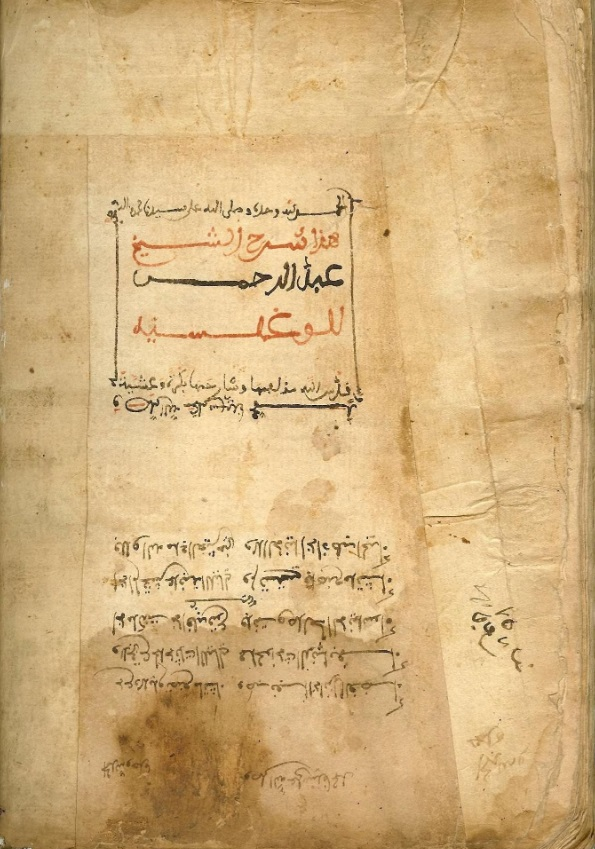
مخطوط شرح المقدمة الوغليسية

عبد الرحمان الوغليسي هو صاحب كتاب «الأحكام الفقهية» المعروف أيضا بـ«الوغليسية»، التي تعكس منهجه في الفقه المالكي وعلم التصوف.
فالوغليسية مقدمة في فقه العبادات، اقتصر فيها الوغليسي على القول المشهور وفق مذهب الإمام مالك، واجتنب الخوض في خلاف المسائل ونزع إلى الجمع بين فقه العبادات وأسرار أحكامها، مركزا على الجانب الروحي مخاطبا القلب والعقل لتحقيق كمال الإنسان الأخلاقي على طريقة الصوفية.
فقدم بذلك نموذجا مزج فيه بين الفقه والتصوف، مصرحا بطريقته الصوفية القائمة على المجاهدات دون إنكار العقل الذي يعتبره وسيلة للتأمل، لكنه يعتبر إدراك الحقائق الإلهية من اختصاص القلب وليس العقل، وبذلك تمكن من إدماج التصوف في المنظومة السنية المالكية وإبقائه داخل الشريعة من خلال ممارسته ضمن فقه العبادات.
وقد تهافت الفقهاء والصوفية لشرح كتابه «الأحكام الفقهية» فساعد أيضا على شهرته، فقد شرحها الفقيه «عبد الكريم الزواوي» في كتابه الموسوم بـ«عمدة البيان في معرفة فرائض الأعيان» والمعدود في حكم المفقود، ولحسن الحظ تم اختصاره من طرف «عبد الرحمان الصباغ» تحت عنوان «مختصر عمدة البيان في شرح بيان فرائض الأعيان».

## تلاميذه
أخذ الفقيهان علي المنجلاتي (745هـ-815هـ) وبلقاسم المشدالي (770هـ-858هـ) عن الشيخ عبد الرحمان الوغليسي وغيره · .
وكان نشاط تلامذته، الذين عرفوا بـ«الأصحاب»، وافرا وممتدا وغزيرا في منطقة القبائل الجزائرية وخارجها.

## تصوفه

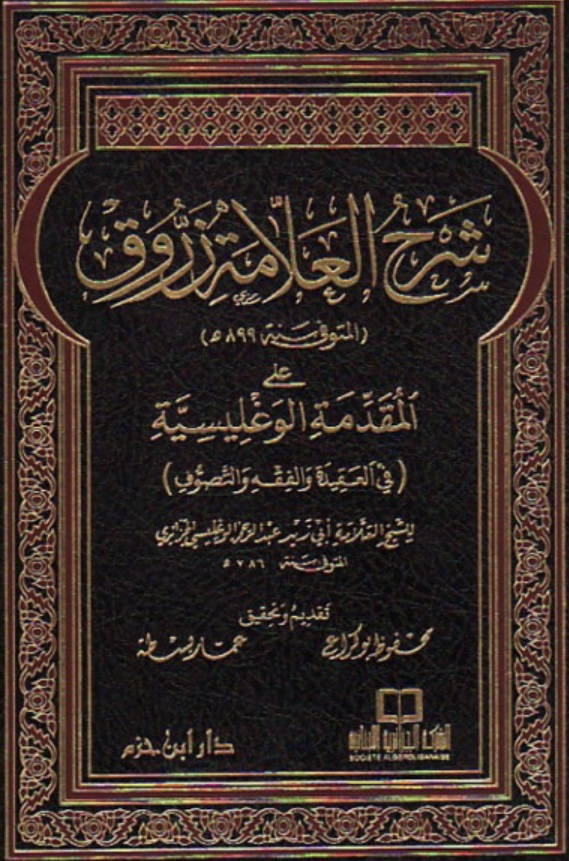
شرح أحمد زروق لكتاب الوغليسية

إن نظرة متأنية ودقيقة في نصوص الوغليسية تحيل إلى مدى قدرة عبد الرحمان الوغليسي على صهر الفقه والتصوف في بوتقة واحدة ملفوفة في غطاء فقه العبادات ويظهر ذلك في عرض تفصيله «للمعاصي المتفرقة على الجوارح» والتي تجلي اتجاه في التصوف لخص فكرتها العامة في الدعوة إلى ترك الدنيا والإقبال على الآخرة بتطهير القلب بواسطة الإخلاص في العبادات وذلك بالتدرج في المراتب التالية نستنتجها في قوله «ومن الجوارح القلب فيؤمر بالإخلاص في جميع العبادات واليقين في كل ما يجب الإيمان به والتقوى والصبر والرضا والقناعة والزهد، وهو أن يطرح حب الدنيا من قلبه ويرغب في الآخرة».
وللوصول في رأيه إلى تحقيق هذه الغاية وضع مراتب يقطعها المتعبد أولها مرتبة «التقوى» أو ما يسميه الصوفية «لمجاهدة التقوى» التي يلتزم فيها المتعبد بأوامر الله ونواهيه والاقتداء بحياة النبي (ص) وما تنطوي عليه من عبادة وزهد في الدنيا ويتحقق في هذه المرحلة من خلال هذه المرتبة هدف بارز مظهره ترك الدنيا من مال وجاه وعيشة رغدة وباطنه مراقبة أفعال القلب باعتباره مصدر الأفعال ومبدؤها، عبر عنها في قوله: «ويجتهد الإنسان في المحافظة عليها ويحظر قلبه ويكون خاشعا لله تعالى ويدفع عن نفسه شواغل الدنيا» وهو في هذه المرتبة متأثر إلى حد بعيد بالحارث بن أسد المحاسبي (ت 245هـ - 895م) في كتابه الرعاية لحقوق الله.
ثم ينتقل الوغليسي إلى مرتبة «الصبر والرضا والقناعة» في تقويم النفس بالمجاهدات وتسمى عند الصوفية «بمجاهدة الاستقامة» وفيها يتجلى الصبر على المجاهدات الشاقة من صيام وقيام الليل والتهجد، يعقب ذلك حالة من «الرضا» يستوي فيها عند المتعبد الفعل والترك، يأكل أو لا يأكل ينام أو لا ينام أمر طبيعي لديه، تقوده مرحلة الصبر والرضا والقناعة إلى الوصول إلى مرتبة الأنبياء والصدقين وهو في ذلك يحاكي أبا القاسم القشيري (ت 465هـ - 1073م)، في رسالته.
ثم يحدد شرط «الإخلاص» في العبادات وهو منتهى رحلة العابد للوصول إلى كشف عالم الغيب باللجوء إلى الخلوة ومواصلة المجاهدات كالصمت بترك الكلام والجوع بمواصلة الصيام والسهر بقيام الليل والذكر بحركة اللسان حتى تسقط حركة اللسان وتبقى صورة اللفظ في القلب حتى تمحى صورة اللفظ من القلب ويبقى معناه ملازما حاضرا، وفي هذه الحالة تصل المجاهدات بصاحبها إلى مرتبة الإخلاص وهي فراغ القلب عما سوى الله فينكشف له سر الملكوت ويتعرض للمواهب الربانية والعلوم اللدونية.
وهي ذات التجربة التي ضمنها الغزالي في أحيائه، كما يظهر تأثره أيضا بالغزالي في مسألة العقل فهو لا يهمل العقل كوسيلة للتأمل في مخلوقات الله في قوله: «فينظر العاقل في السماوات والأرض وما بينهما من صفة الشمس والقمر والنجوم وتعاقب الليل والنهار... واختلاف أجناس المخلوقات... فيتأمل في اليد وأصابعها وما يحصل بها من النفع ويدفع بها من ضرر وكذلك العين والأشفار والأذان والأنف والفم» لكنه يقر بقصوره في إدراك الحقائق الإلهية في قوله: «وعجائب صنع الله تعالى وحكمته في مخلوقاته لا تحيط بها العقول فسبحان الله العظيم» فالقلب في تجربته الصوفية هو المدرك للحقائق الإلهية بالذوق والكشف وليس العقل.
وهي نفس التجربة التي مارسها الصوفي أبو مدين شعيب في بجاية ولخصها في قوله: «علامة الإخلاص أن يغيب عنك الخلق في مشاهدة الحق» وشكل من خلالها أكبر تيار صوفي ساد الساحة الدينية في بجاية على مدار القرنيين 6 و7 الهجريين 12 و13 الميلاديين.
ناهيك على تأثره العميق بشيخه ابن إدريس الأيلولي الذي يعتبر هو الآخر، الإخلاص منتهى رحلة العابد في قوله: «العمل كله هباء إلا الإخلاص، الإخلاص مقرون مع الخاتمة»، ولا يستبعد أن يكون الوغليسي قد تلقى عن شيخه ابن إدريس أيضا، مؤلفاته في التصوف ككتاب «المسلسل بالأولوية» وكتاب «مصافحة المعمرين» وتأثره بتجربته في المجاهدات من صيام وقيام وصدقة، فقد كان يلقب بفارس السجاد لكثرة مجاهداته على حد قول ابن فرحون (ت 799هـ - 1396م).

## وفاته
كانت وفاة سيدي بوزيد الوغليسي في سنة 1384م الموافق لعام 786هـ.
وقد تم دفنه في منطقة بجاية شرق جرجرة وجبال الخشنة والأطلس البليدي.

## مواضيع ذات صلة
- أمازيغ
- زواوة
- آث وغليس
- منطقة القبائل
- علي آيت منقلات
- بلقاسم المشدالي
- محمد الوغليسي